# Argentina
|  | Per a altres significats, vegeu «Argentina (desambiguació)». |

L'Argentina (en castellà, Argentina), oficialment la República Argentina, és un Estat sobirà de l'Amèrica del Sud organitzat com a república representativa i federal, integrat per vint-i-tres províncies i una ciutat autònoma, Buenos Aires, la qual és la capital. Limita al nord amb Bolívia i el Paraguai, a l'est amb el Brasil, l'Uruguai i l'oceà Atlàntic, i a l'oest amb Xile, amb el qual comparteix el sud de la serralada dels Andes.
Amb una superfície de 2.766.890 km², l'Argentina és el vuitè país més gran del món, tot i que reclama 969.464 km² de l'Antàrtida Argentina, en conflicte amb els territoris reclamats per Xile i el Regne Unit. L'Argentina també reclama la sobirania dels territoris britànics de les Illes Malvines i les Illes Geòrgia del Sud i Sandwich del Sud. Té una població de quaranta milions d'habitants, el que el 1999 en feia el quart país castellanoparlant més poblat del món, després de Mèxic, Espanya i Colòmbia.
Abans de l'arribada dels conqueridors espanyols el segle xvi, el territori de l'actual Argentina ja era habitat per diversos pobles indígenes. La regió nord-occidental havia estat conquerida i habitada pels inques, tot i que altres pobles es van resistir a la invasió, en establir-hi senyorius independents. Els primers invasors van arribar el 1516 al Riu de la Plata, i el territori va començar a ser habitat per colons espanyols governats des del Virregnat del Perú. El 1776 la corona espanyola va crear el Virregnat del Riu de la Plata, entitat que, a partir de la Revolució de Maig del 1810, va esdevenir un Estat independent amb el nom de Províncies Unides del Riu de la Plata. La declaració oficial d'independència, del 9 de juliol del 1816 i la derrota militar de les forces espanyoles el 1824 formalitzaren el naixement de l'Estat federal que en l'actualitat es coneix com l'Argentina. Per al començament del segle xx, malgrat la desigualtat social, l'Argentina s'havia convertit en una de les deu nacions més pròsperes del món, i va rebre, en proporció a la seva població d'aleshores, d'uns cinc milions d'habitants, un gran nombre d'immigrants de diverses nacions europees, principalment d'Itàlia i Espanya. L'Argentina va alternar governs democràtics i dictadures militars, fins al 1983 data de l'establiment de la democràcia actual. L'economia, molt afectada per diverses crisis econòmiques greus durant el segle xx, va entrar en una gran recessió al començament del segle xxi, de la qual, tanmateix, s'ha recuperat ràpidament, consolidant-se com un dels països més pròspers de l'Amèrica Llatina actual.
L'Argentina en l'actualitat és un país de renda mitjana-alta o mercat emergent, segons la classificació del Banc Mundial, la 30a més gran del món en termes nominals, o la 23a en paritat de poder adquisitiu, i la tercera més gran d'Amèrica Llatina, després del Brasil i Mèxic. Amb l'Uruguai i Xile, té un dels nivells de desenvolupament humà més elevats de la regió. El país és membre ple del Mercat Comú del Sud (Mercosur).

## Toponímia
El nom de l'Argentina prové del llatí argentum, "plata" i està associat a la llegenda de la Serralada de la Plata, comuna entre els primers exploradors europeus de la regió, espanyols i portuguesos. Van ser aquests últims que van anomenar «Riu de la Plata» el gran estuari descobert per l'expedició portuguesa del 1502 en què participava Amerigo Vespucci. El terme «Argentina» s'esmenta per primera vegada al poema publicat el 1602 per Martín del Barco Centenera, anomenat La Argentina y Conquista del Río de la Plata. Hi descriu la regió del Riu de la Plata i la fundació de la ciutat de Buenos Aires.

El topònim sembla ratificat en publicar-se el 1612 l'obra La Argentina manuscrita de Ruy Díaz de Guzmán, obra d'història en què, mitjançant un relat èpic, s'hi fa una descripció de la regió. A finals del segle xviii la paraula ja era d'ús comú per a denominar tot allò que està relacionat amb el Riu de la Plata, la seva conca, el seu territori i els seus pobladors. Però, el virregnat creat el 1776, antecessor immediat de l'Argentina independent el 1816, va portar el nom del Riu de la Plata.
La Primera Junta del govern va utilitzar el nom de Províncies Unides del Riu de la Plata, que també va ser emprat pels governs que el van succeir fins que, el 1816, el Congrés de Tucumán va proclamar la independència de les Províncies Unides a Sud-amèrica, nom que va conservar la Constitució argentina de 1819. Oficialment, es va utilitzar per primera vegada la denominació "República Argentina" en la Constitució argentina de 1826. Durant el govern de Juan Manuel de Rosas (1835 a 1852) es van utilitzar, entre d'altres, els noms de "Confederació Argentina", "República de la Confederació Argentina" i "Federació Argentina".
La Constitució argentina de 1853 es va sancionar en nom del poble de la "Confederació Argentina", però, en incorporar-s'hi l'Estat de Buenos Aires, el 1860, es va canviar per "Nació Argentina", afegint a la constitució l'article 35:
| « | Les denominacions adoptades successivament des de 1810 fins al present, és a dir: Províncies Unides del Riu de la Plata; República Argentina, Confederació Argentina, seran en endavant noms oficials indistintament per a la designació del govern i territori de les províncies, emprant-se les paraules "Nació Argentina" en la formació i sanció de les lleis. | » |

El 8 d'octubre de 1860 a la ciutat de Paraná, aleshores capital de la confederació, el president Santiago Derqui va decretar que: 
| « | […] el govern va acordar que per a tots els actes es faci ús de la denominació República Argentina, com que és convinent establir la uniformitat en els actes administratius. | » |

El nom d'«Argentina» va ser confirmat definitivament el 1862 per Bartolomé Mitre, primer president del país reunificat, en fer ús del títol de «President de la Nació Argentina».

## Història
Al febrer del 1516, el navegant espanyol Juan Díaz de Solís va pilotar la seva nau al gran estuari del Riu de la Plata i va reclamar la regió del voltant en nom d'Espanya. Tot el territori va ser colonitzat per Espanya al llarg dels segles xvi i xvii. El 1776 el rei Carles III va crear el Virregnat del Riu de la Plata, que agrupava els territoris americans ubicats més al sud, exceptuant a Xile.
El país es va independitzar d'Espanya el 1816 i passà a denominar-se Províncies Unides del Riu de la Plata. Durant les següents quatre dècades es van produir disputes internes entre faccions federalistes ("federals") i centralistes ("unitaris"), passant pel període de la Confederació Argentina fins a la proclamació de la constitució de 1853 encara avui vigent amb les modificacions realitzades el 1994.
Dues forces van crear l'Argentina del segle xix: la introducció de les tècniques agrícoles modernes i la integració de la nació a l'economia mundial. La inversió estrangera i la immigració d'Europa van ser una peça important en la revolució econòmica. Com als Estats Units, els immigrants que van desenvolupar els recursos argentins, especialment a la regió central de les pampes, hi van immigrar de diverses nacions europees, però, principalment d'Espanya i Itàlia.

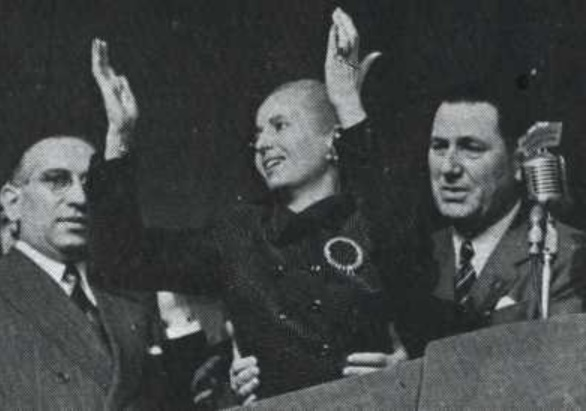
Eva Duarte i Juan Domingo Perón en un acte a la Plaza de Mayo el 1951

Del 1880 al 1930 l'Argentina va esdevenir una de les deu nacions més riques del món, riquesa basada en l'expansió ràpida de l'agricultura i la inversió estrangera en la infraestructura. Les forces conservadores van dominar la política argentina fins al 1916, quan els rivals tradicionals, els radicals, van prendre el control del govern. Els radicals, amb la seva èmfasi en eleccions lliures i en l'establiment de les institucions democràtiques van obrir les portes a l'expansió de la classe mitjana del país, i l'arribada d'altres grups socials al govern. Tot i això, aquest període va finalitzar amb un cop d'estat militar conservador el 1930. Els governs conservadors d'aquesta dècada no assolirien contenir els canvis econòmics i socials, i van recórrer al frau i a la violència. Finalment, Juan Domingo Perón va prendre el poder per mitjà d'un altre cop d'estat, i va ser elegit president per mitjà d'eleccions democràtiques el 1946. Amb tendències socialistes, va donar poder a classe treballadora i va expandir el nombre de treballadors sindicalitzats. El 1947 va anunciar la creació d'un pla de cinc anys basat en el creixement de les indústries que havia nacionalitzat. La seva dona, Eva Duarte de Perón, coneguda com a Evita, va ser una figura prominent aconseguint el suport que el seu marit necessitava. Perón va ser reelegit el 1952, però, després d'un cop militar, el 1955 va ser exiliat.

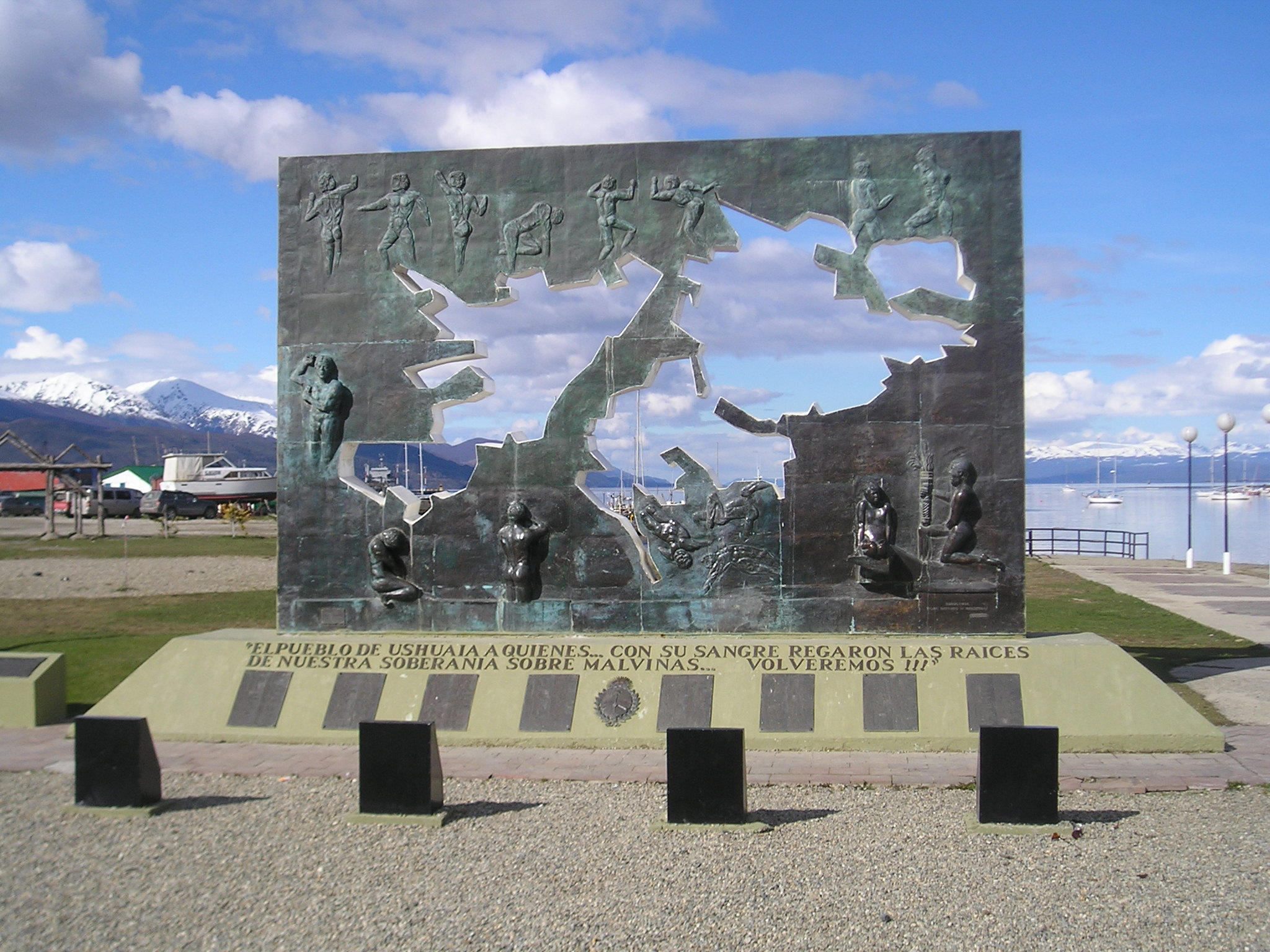
Monument a les víctimes de la Guerra de les Malvines a Ushuaia

Durant les dècades del cinquanta i seixanta, el govern va estar encapçalat per militars i civils, però, ni les dictadures ni els governs democràtics van aconseguir el ple desenvolupament de l'economia de l'Argentina, la qual continuava el seu imparable descens. Les demandes socials i econòmiques es van traduir en expressions violentes, i els moviments d'oposició van començar a utilitzar el terrorisme durant la dècada dels setanta. Aquests esdeveniments van obrir la porta al retorn de Perón. L'11 de març, 1973, es van celebrar eleccions generals per primera vegada després de 10 anys. Héctor Cámpora, simpatitzant de Perón va ser elegit, però va renunciar quatre mesos després. Després de les noves eleccions generals, Perón va guanyar amb una victòria decisiva amb la seva tercera dona, María Estela Isabel Martínez de Perón, com a vicepresidenta. En aquest període els extremistes de dreta i esquerra van reaccionar amb terrorisme, la qual cosa va provocar la implementació de decrets d'emergència que donaven autoritat excessiva al govern, el qual la va utilitzar amb violència.
Després de la mort de Perón, un altre cop d'Estat, l'anomenat Procés de Reorganització Nacional, va remoure a la seva dona el 1976, i les forces armades van governar el país, però, recorrent al terrorisme d'estat i l'opressió civil. Va haver-hi, segons diferents organitzacions de Drets Humans, fins a 30.000 persones "desaparegudes" durant el període 1976-1983. Els problemes econòmics severs, la corrupció, i la derrota en la Guerra de les Malvines, van propiciar la caiguda de la dictadura.
A partir de l'obertura democràtica de 1983 s'han produït eleccions que han assolit consolidar el progrés democràtic del país, però no han aconseguit resoldre la situació econòmica de l'Argentina d'una manera que millori la qualitat de vida de la majoria de la població. Encara que l'Argentina va experimentar un creixement i estabilitat econòmics la dècada de 1990, el 2001 es va enfonsar en la pitjor crisi econòmica de la història, propiciada per l'efecte Caipirinha.

## Geografia física

### Àrees geogràfiques

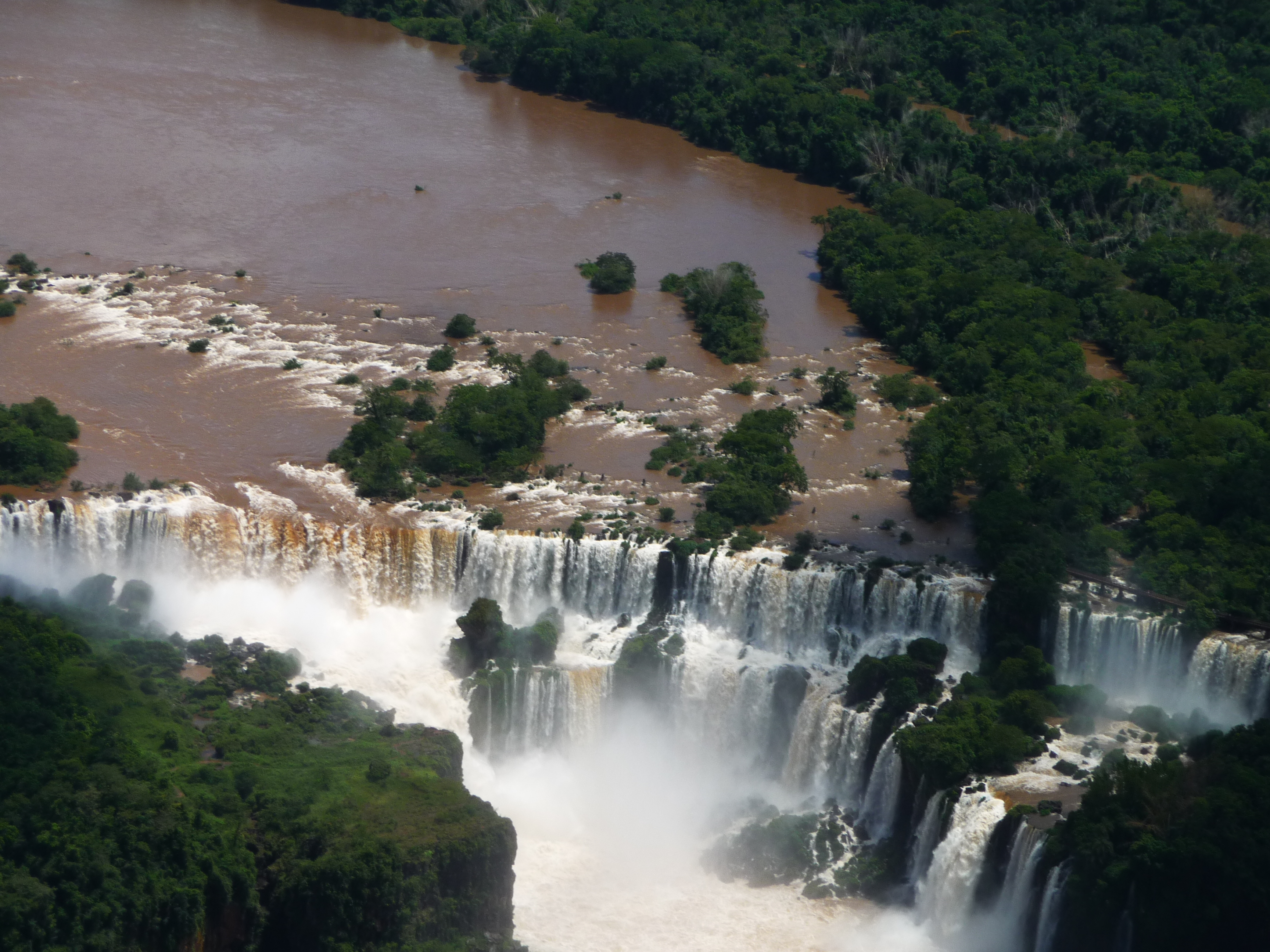
Cascades de l'Iguaçú, al nord del país

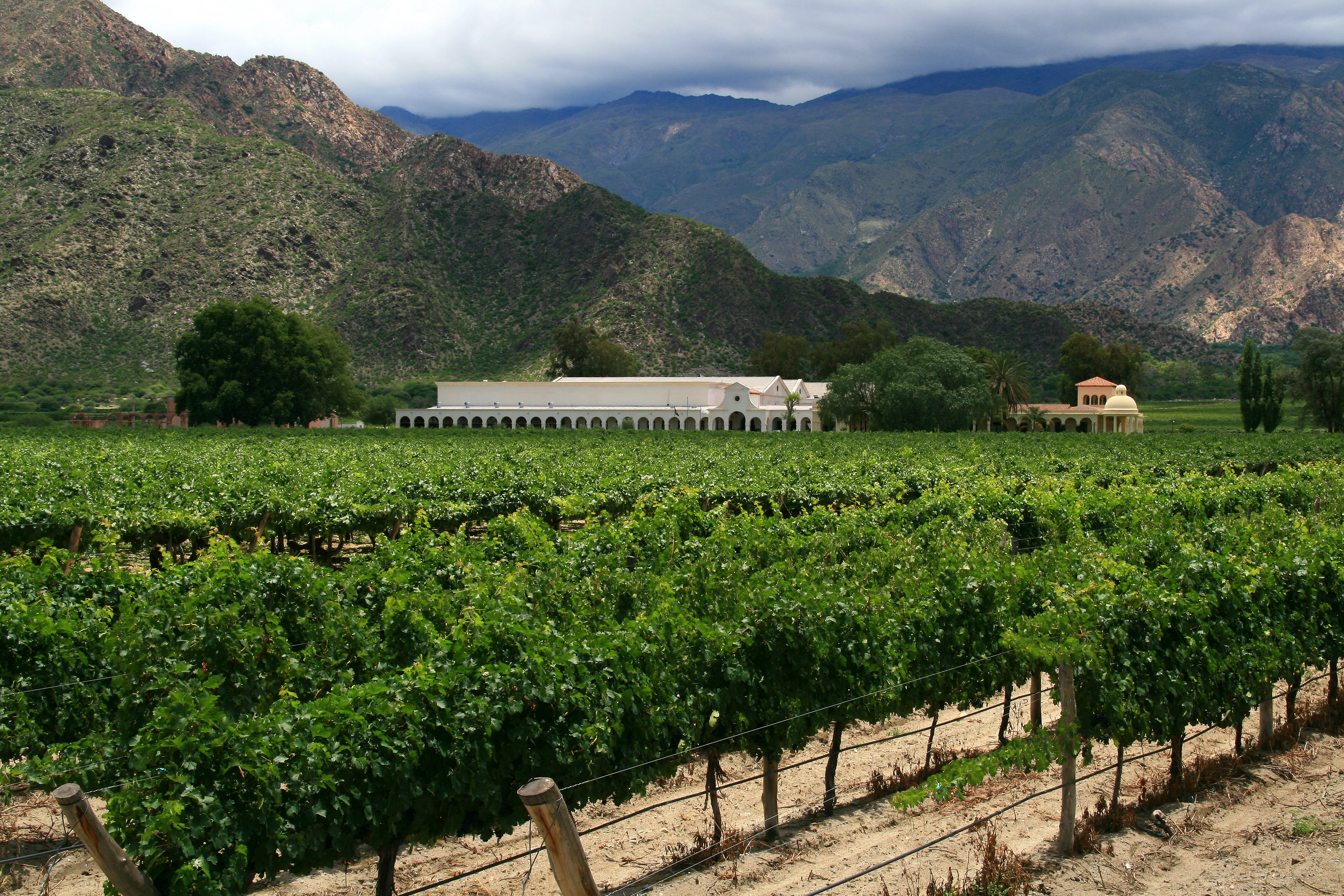
Província de Salta

El territori argentí és situat entre la serralada dels Andes i l'oceà Atlàntic. El país pot dividir-se en tres àrees geogràfiques clarament diferenciades:
- les planes fèrtils de les Pampes, al centre del país, i les quals són el centre de la riquesa agrícola de l'Argentina
- l'altiplà de la Patagònia que s'estén del centre cap al sud a la Terra del Foc
- la cadena muntanyosa dels Andes, a l'oest del país, a la zona fronterera amb Xile

L'extrem occidental del país està conformat per la secció principal de la serralada dels Andes. Al nord d'aquesta s'hi troben els sectors més alts, que són també els més alts del continent, com ara l'Aconcagua, que amb 6.969 metres és el punt més alt d'Amèrica. A la regió septentrional del país, a l'est i nord dels Andes, s'hi estenen les Serres Subandines, una sèrie de serralades escalonades que conformen valls molt poblades. Al sud d'aquestes, hi ha les Serres Pampeanes, més espaiades entre si en ser separades per planes. La Meseta Patagona és un conjunt d'altiplans i planes elevats i àrids, enclavats entre els Andes i l'oceà Atlàntic.
Al nord-est i el centre-est del país, s'hi troben els rius més importants que corresponen a la Conca de la Plata, la tercera conca més gran en extensió de l'Hemisferi occidental, conformada pels rius Paraguai, Bermejo, Colorado, Uruguai, i els més llarg, el riu Paranà. Els rius Uruguai i Paranà es connecten i formen l'estuari del Riu de la Plata, el més gran del món, i que vessa sobre l'oceà Atlàntic. El territori que es troba entre ambdós rius, abans d'unir-se, es coneix com la Mesopotàmia.
L'Argentina té 4.665 quilòmetres de costa. L'àrea de l'oceà Atlàntic sobre la plataforma continental és molt ampla, i es coneix, localment com el Mar Argentí. S'hi troben importants recursos pesquers i petroliers. L'alternança entre els corrents freds de l'Antàrtida i les càlides del Brasil permeten que les temperatures costaneres no descendeixin de manera uniforme amb l'augment de la latitud, ens presenten variacions. La costa meridional de la Terra de Foc, forma l'extrem nord del Passatge de Drake.

### Hidrografia
Els rius argentins es classifiquen en tres conques hidrogràfiques: la del vessant de l'Atlàntic, la del vessant del Pacífic i les endorreiques.
El vessant atlàntic és el més extens i l'integren la Conca de la Plata, el Sistema Patagó i una sèrie de rius menors de la província de Buenos Aires. La Conca de la Plata és la més important i culmina en l'estuari del Riu de la Plata, desguassada pels rius Paranà, el Pilcomayo, el Bermejo, el Salado i l'Iguazú. El Sistema Patagó està format per rius al·lòctons, alimentats pels desglaços dels Andes. Hi destaquen pel seu cabal el riu Colorado, el riu Negro, el riu Chubut i el riu Santa Cruz.
El vessant del Pacífic és de menor extensió, integrada per rius curts, alimentats pels desglaços i les pluges dels Andes patagons. Hi destaquen el riu Manso a la província de Río Negro i el riu Futaleufú a Chubut.
Al centre i a l'oest del territori argentí hi ha diverses conques endorreiques integrades per rius de cabal variable que es perden a causa de l'evaporació, la infiltració o desguassen en llacunes interiors o salines. Hi destaquen el riu Desguadero i la llacuna del Mar Chiquita, on desemboquen els rius Dulce, el Suquía o Primero i el Segundo.
Les conques lacustres argentines es troben majoritàriament a la Patagònia, a conseqüència de la glaciació que les va formar. Hi destaquen el llac Nahuel Huapi, el llac Viedma i el llac Argentino. A la plana chaco-pampana hi ha una gran quantitat de llacunes d'aigua dolça i salada, i al litoral hi ha zones pantanoses com ara els estuaris de l'Iberá. La llacuna argentina més extensa és el Mar Chiquita de la província de Córdoba.
Els recursos hidràulics del país també inclouen les extenses glaceres dels Andes, com ara la glacera Perito Moreno; així com les aigües subterrànies d'aqüífers com ara el Puelche i el Guaraní. L'aprofitament hidroelèctric dels rius ha propiciat la formació de diversos embassaments, com ara la Presa de Yacyretá, la Presa del Salto Grande i la Presa d'El Chocón.

## Política i govern
L'Argentina és una república representativa federal segons el que estableix la constitució vigent aprovada en 1853. El federalisme a l'Argentina va arribar després d'una llarga lluita entre els proponents d'un govern central i els que advocaven pels interessos de les províncies. La constitució va posar fi a les guerres civils i va assentar les bases de l'organització nacional. Abans que fos promulgada, hi va haver més intents que van ser rebutjats per diversos motius. La constitució ha estat reformada en diverses ocasions, l'última el 1994.
Segons la constitució, l'Argentina es va formar per la unió federativa de les províncies que van sorgir després de la dissolució del Virregnat del Río de la Plata i per la incorporació de les que es van constituir posteriorment a partir dels territoris nacionals. Les províncies són autònomes, segons l'article 121, que estableix que aquestes conserven tot el poder no delegat pel text al govern federal i el que expressament s'ha reservat segons els pactes especials al temps de la seva incorporació.

### Estructura constitucional

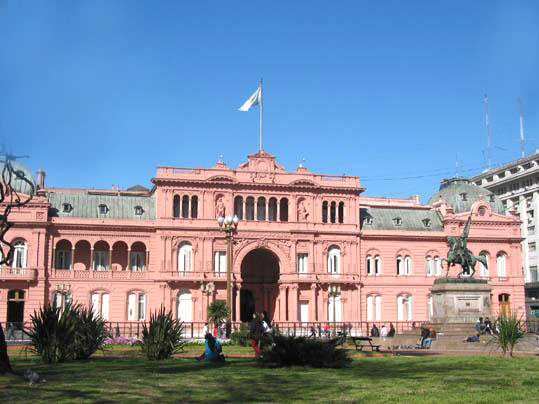
La Casa Rosada, el palau del govern argentí, a Buenos Aires

La constitució argentina estableix una separació de poders definida dins un sistema presidencialista. El poder executiu és exercit per un ciutadà amb el títol de President de la Nació Argentina, el qual és elegit amb el vicepresident per sufragi directe en dues voltes. La segona volta electoral es realitza entre les dues opcions més votades si en la primera cap opció no hagués aconseguit el 45% dels vots vàlids, o si en ser la segona opció més votada havent-hi aconseguit entre el 40 i el 45% dels vots, hi hagués una diferència amb la segona opció menor al 10%. El període de mandat del president i vicepresident és de quatre anys, i poden ser reelegits per un període de més. El president designa un gabinet de ministres encapçalat pel Cap del Gabinet de Ministres encarregat de la gestió del país i responsable davant el Congrés.
El poder legislatiu és exercit pel Congrés de la Nació Argentina, integrat per dues cambres. La Cambra de Diputats reuneix als representants directes de la població. Són elegits mitjançant la representació proporcional (regla D'Hondt), en què cada província i la ciutat autònoma de Buenos Aires formen districtes electorals. Hi són elegits per un període de quatre anys. La meitat de la cambra es renova cada dos anys, i els representants poden ser elegits indefinidament. El Senat de la Nació Argentina reuneix, al seu torn, als representants de les vint-i-tres províncies i la ciutat autònoma de Buenos Aires; a raó de dos senadors per cadascuna, amb un total de 72 membres. Són elegits per vot directe, mitjançant l'escrutini uninominal majoritari, per un període de sis anys, amb possibilitat de reelecció indefinida. El Senat es renova per terços cada dos anys.
El Congrés dels Diputats inclou el Defensor del Poble de la República Argentina, càrrec independent sense rebre instruccions de cap autoritat. El seu propòsit és defensar els drets humans, constitucionals i legals que poden ser afectats per l'administració.
A partir de la Llei 24.012 de 1991, es va establir una quota femenina per als càrrecs públics obligant als partits polítics a fer que entre els seus candidats les dones constitueixen un terç del total. Des d'aleshores, la participació de les dones en la política s'ha incrementat notablement; l'Argentina és el país sud-americà amb el major nombre de dones en el poder legislatiu, i entre els primers deu a nivell mundial.
Finalment, el poder judicial està encapçalat per la Cort Suprema de Justícia de la Nació Argentina, integrada per cinc jutges avocats nomenats pel president de la Nació amb l'aprovació de dos-terços del Senat. Els tribunals inferiors estan encarregats de resoldre els conflictes regulats per la legislació federal del país i també per la legislació comuna de la ciutat autònoma de Buenos Aires. El president de la Nació en designa els jutges, basant-se en una terna integrada per candidats seleccionats en un concurs públic del Consell de la Magistratura, òrgan de composició multisectorial, encarregat del control directe dels jutges i l'administració del poder judicial. Els jutges romanen en el càrrec "mentre duri llur bona conducta" i només poden ser destituïts en casos de greus infraccions per un Jurat d'Enjudiciament.

## Divisió administrativa

Províncies de l'Argentina.

La República Argentina és una república federal integrada per vint-i-tres províncies i una ciutat autònoma, Buenos Aires, que és la capital de la federació. Les províncies tenen tots els poders que no han estat explícitament delegats al govern federal en la constitució nacional. Les províncies són encarregades d'impartir justícia i de gestionar els afers relacionats amb l'educació primària i d'assegurar el règim municipal.
Les províncies argentines s'organitzen internament en un sistema congressual, elegint els representants del poder legislatiu i el governador de la província (poder executiu) de manera separada. Teòricament, el president de la Nació Argentina té la facultat d'intervenir a les províncies per assegurar-ne la forma republicana de govern o per defendre el territori de les invasions estrangeres, encara que en la pràctica ha intervingut en diverses ocasions militarment o en casos en què el govern provincial ha estat acusat de corrupció.
La majoria de les províncies del centre i nord del país antecedeixen la creació de l'Argentina com a estat independent (és a dir, formaven part dels virregnats espanyols de Sud-amèrica). Tanmateix, les províncies amb presència significativa d'amerindis o amb una baixa població eren territoris nacionals administrats pel govern federal abans de convertir-se en províncies autònomes. L'últim territori a convertir-se en província ha estat Terra del Foc, Antàrtida i Illes de l'Atlàntic Sud, el 1991.
Fins al 1825, època en què les Províncies Unides del Riu de la Plata començaven a utilitzar oficialment el nom d'"Argentina", la Província Oriental (que el 1829 esdevindria la República Oriental de l'Uruguai) i la província de Tarija (que després formaria part de Bolívia) eren províncies constitucionals argentines.
Les vint-i-tres províncies argentines són: 
| - Buenos Aires (província) - Catamarca - Chaco - Chubut - Córdoba - Corrientes - Entre Ríos - Formosa | - Jujuy - La Pampa - La Rioja - Mendoza - Misiones - Neuquén - Rio Negro - Salta | - San Juan - San Luis - Santa Cruz - Santa Fe - Santiago del Estero - Terra del Foc, Antàrtida i Illes de l'Atlàntic Sud - Tucumán |

## Economia
Article principal: Economia de l'Argentina
L'Argentina es beneficia de grans recursos naturals, una agricultura orientada a les exportacions, i una indústria diversificada. En l'actualitat, l'Argentina és la tercera economia més gran de l'Amèrica Llatina després del Brasil i Mèxic. Amb un Producte interior brut per capita de 13.300, l'estàndard de vida dels argentins és un dels més alts de la regió.
Tot i ser una de les economies més riques del món a principis del segle xx, riquesa basada en l'exportació de productes agrícoles (líders en exportacions de peres) i en la inversió estrangera, sobretot d'origen britànic, l'Argentina no aconseguiria el ple desenvolupament econòmic. Després de la greu recessió de 1929, que paralitzaria la demanda de productes agrícoles, i en conseqüència, l'habilitat de l'Argentina per a importar els productes industrials que no manufacturava, el país va experimentar diversos cicles de recessions econòmiques. Durant la dècada de 1980, l'augment del deute extern, i la hiperinflació van arribar a nivells alarmants; la inflació arribaria al 200% mensual. El llavors ministre d'economia Domingo Felipe Cavallo, amb el beneplàcit del govern presidit per Carlos Menem va establir un sistema de convertibilitat de la moneda, per mitjà del qual per cada peso argentí en circulació el govern havia de tenir en reserva un dòlar dels Estats Units. El sistema va aturar la inflació i va permetre el creixement econòmic i de l'estàndard de vida durant la primera meitat de la dècada dels noranta. No obstant això, la manca de competitivitat dels preus dels productes argentins en el mercat internacional, causat pel sistema de convertibilitat mateix, així com d'altres balanços financers van produir una greu crisi econòmica el 2001-2002, la qual va dur a més del 50% de la població sota el nivell de la pobresa.

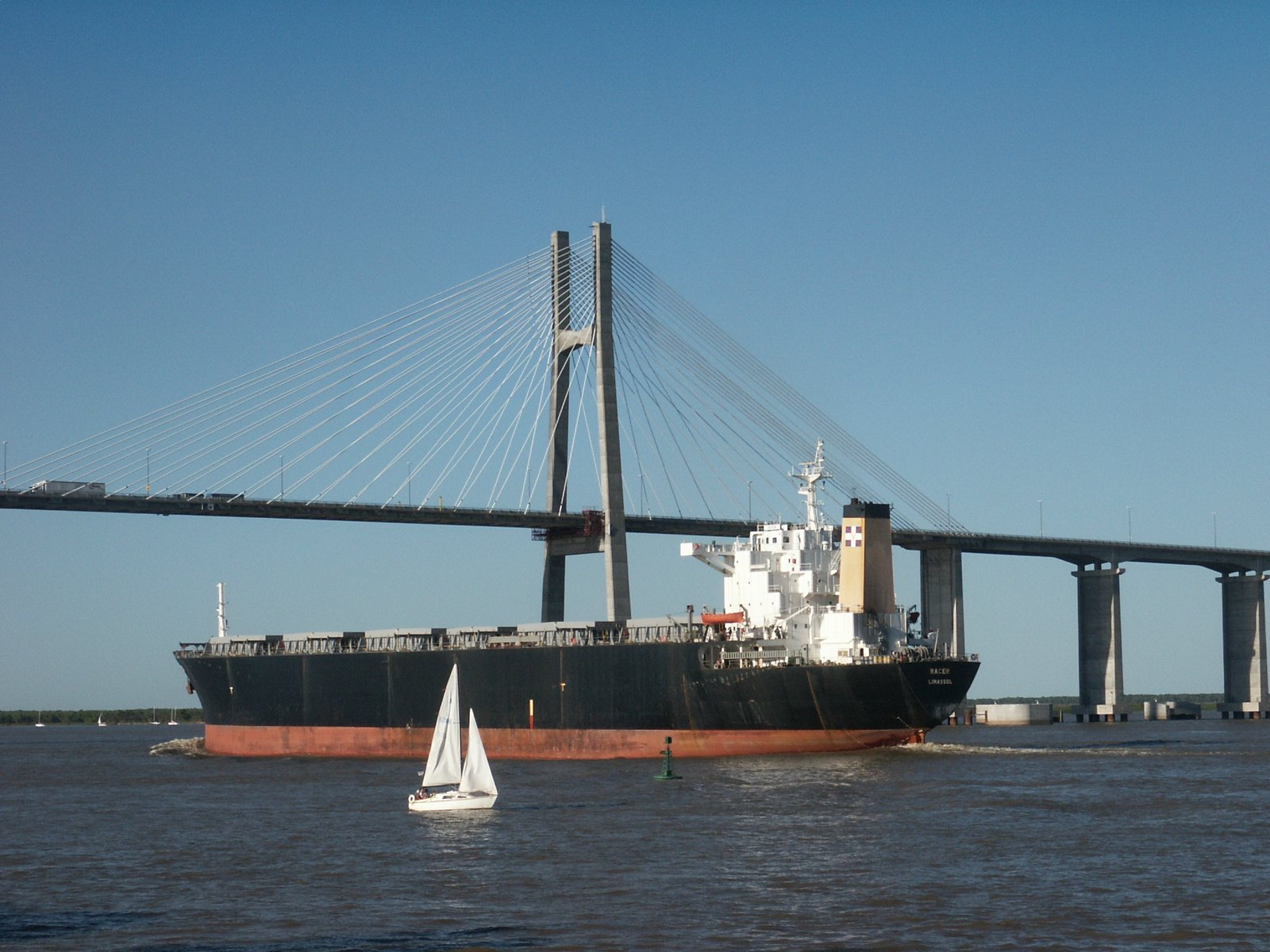
Vaixell comercial en el riu Paranà, a prop de la ciutat de Rosario

Amb una sorprenent reestructuració del deute extern, el govern de Néstor Kirchner, va assolir importants avanços econòmics, i l'Argentina va créixer una mitjana anual del 8-9% entre el 2003 i el 2007. Aquest creixement econòmic, causat principalment per una taxa de canvi subvalorada del pes argentí i l'augment abrupte dels preus dels aliments a escala mundial, ha produït un augment significatiu de les exportacions argentines; només entre el 2005 i el 2006, les exportacions van créixer 15,4%. El nivell de la pobresa es va reduir al 26,9% el 2006, i el nivell d'indigència al 8,7%. La taxa d'atur, que durant la crisi havia superat el 20%, s'ha reduït al 9,8%.
Una de les preocupacions més importants del govern actual és aturar la inflació, que, oficialment seria del 9,8% el 2006. Tanmateix, l'Argentina utilitza un sistema variable per calcular la inflació, per mitjà del qual si un producte de l'índex de preus mostra una puja substancial, el producte no es pren a compte en el càlcul de la inflació, ans se substitueix per un d'altre. Els economistes i les organitzacions internacionals estimen que la inflació real supera el 30%.
L'Argentina forma part del bloc regional del Mercosur, fundat el 1991 pel Tractat d'Asunción.

## Geografia humana i societat

### Demografia
L'Argentina té el percentatge més alt de població urbana d'Amèrica Llatina. La majoria dels immigrants europeus, que van arribar especialment entre la Primera i la Segona Guerra Mundial) es van establir a les ciutats, les quals oferien feines, educació i altres oportunitats per a ingressar a la classe mitjana. Els treballadors agrícoles també es van a establir a les grans ciutats, especialment a Buenos Aires que ha centralitzat el creixement del país. Des de la dècada de 1990, molts pobles rurals han estat despoblats arran de l'abandó del servei ferroviari i de la importació massiva de productes barats importants que van reemplaçar els productes locals produïts a petita escala, quan es va introduir el sistema de convertibilitat que mantenia el valor del dòlar nord-americà artificialment baix. Avui dia un terç de la població total del país viu a l'àrea metropolitana de Buenos Aires, també coneguda com al Gran Buenos Aires. Les següents són les àrees metropolitanes amb població superior al milió d'habitants:
1. Buenos Aires (ciutat: 3 milions, àrea metropolitana: 13 milions)
2. Córdoba (1,4 milions)
3. Rosario (1,3 milions)
4. Mendoza (1 milió)

Més de 150 ciutats de l'Argentina superen els 45.000 habitants.

### Etnografia

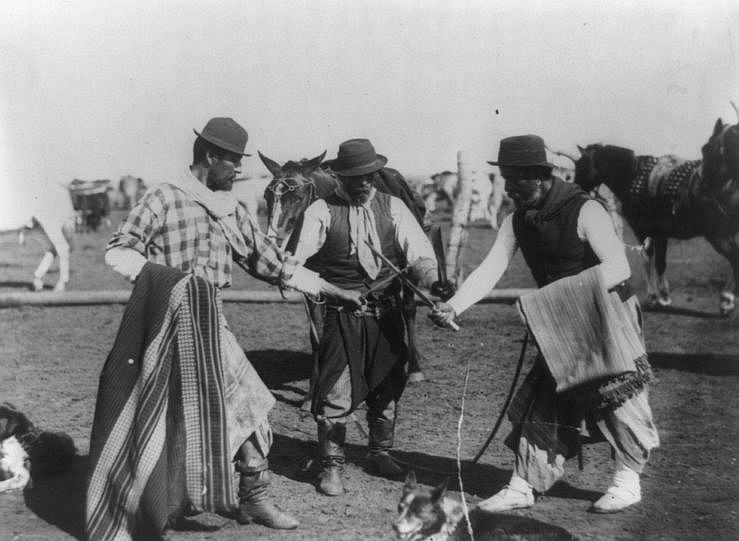
Gauchos de la Pampa (Gautxos escenificant una baralla a la Pampa).

L'Argentina, com la resta dels països d'Amèrica ha estat la llar de diversos grups ètnics originaris i d'immigrants de diverses parts del món, principalment d'Europa i Amèrica. S'estima que la població d'origen europea representa entre el 89 i el 97% del total. L'últim cens, el primer en més de 100 anys a considerar etnicitat, i basta en l'autoidentificació o autoadscripció, va reportar una xifra similar, i només el 2% de la població es va identificar personalment com a indígena.
Tanmateix, tot i que un estudi genètic conduït per la Universitat de Califòrnia a Davis ha mostrat que la contribució europea al DNA argentí és del 79,9%, un altre estudi de la Universitat de Buenos Aires va concloure que el 56% dels argentins tenen almenys un avantpassat indígena, sigui per via materna o paterna, i el 10% dels argentins en tenen per via materna i paterna.
| Ancestralitat genética de la població argentina | Ancestralitat genética de la població argentina | Ancestralitat genética de la població argentina | Ancestralitat genética de la població argentina | Ancestralitat genética de la població argentina |
| Fuente                                          | Europea                                         | Indígena                                        | Africana                                        | Asiática                                        |
| ----------------------------------------------- | ----------------------------------------------- | ----------------------------------------------- | ----------------------------------------------- | ----------------------------------------------- |
| National Geographic (2018)                      | 52%                                             | 27%                                             | 14%                                             | 4%                                              |
| Homburguer et al. (2015)                        | 67,3%                                           | 27,7%                                           | 3,36%                                           | 0,14%                                           |
| Avena et al. (2012)                             | 65%                                             | 31%                                             | 4%                                              | -                                               |
| Oliveira (2008)                                 | 60%                                             | 31%                                             | 9%                                              | -                                               |

### Religió
La República Argentina no és un estat confessional. Al país existeix una àmplia llibertat de culte, prevista a l'article 14 de la Constitució Nacional. No obstant això, l'Església Catòlica, que compta amb una circumscripció eclesiàstica des del 1570, compta amb un estatus jurídic diferenciat respecte al de la resta d'esglésies i confessions, ja que l'estat nacional la suporta econòmicament.
El 76% dels argentins es consideren catòlics i el 9% es consideren protestants Hi ha nombroses comunitats jueves i islàmiques. L'11,3% és atea.

### Llengües
El castellà és la llengua oficial de l'Argentina a escala nacional. Però, el 2004, la província de Corrientes va declarar la cooficialitat del guaraní en l'ensenyament i en els actes de govern. A les comunitats indígenes es parla també el quítxua, l'aimara i el mapudungun (la llengua dels maputxes). A més a més, hi ha comunitats on es parlen altres llengües europees com el gallec, parlat per l'1,7% de la població, el català, parlat pel 0,5% de la població i el gal·lès, parlat per 30.000 persones.

### Esports

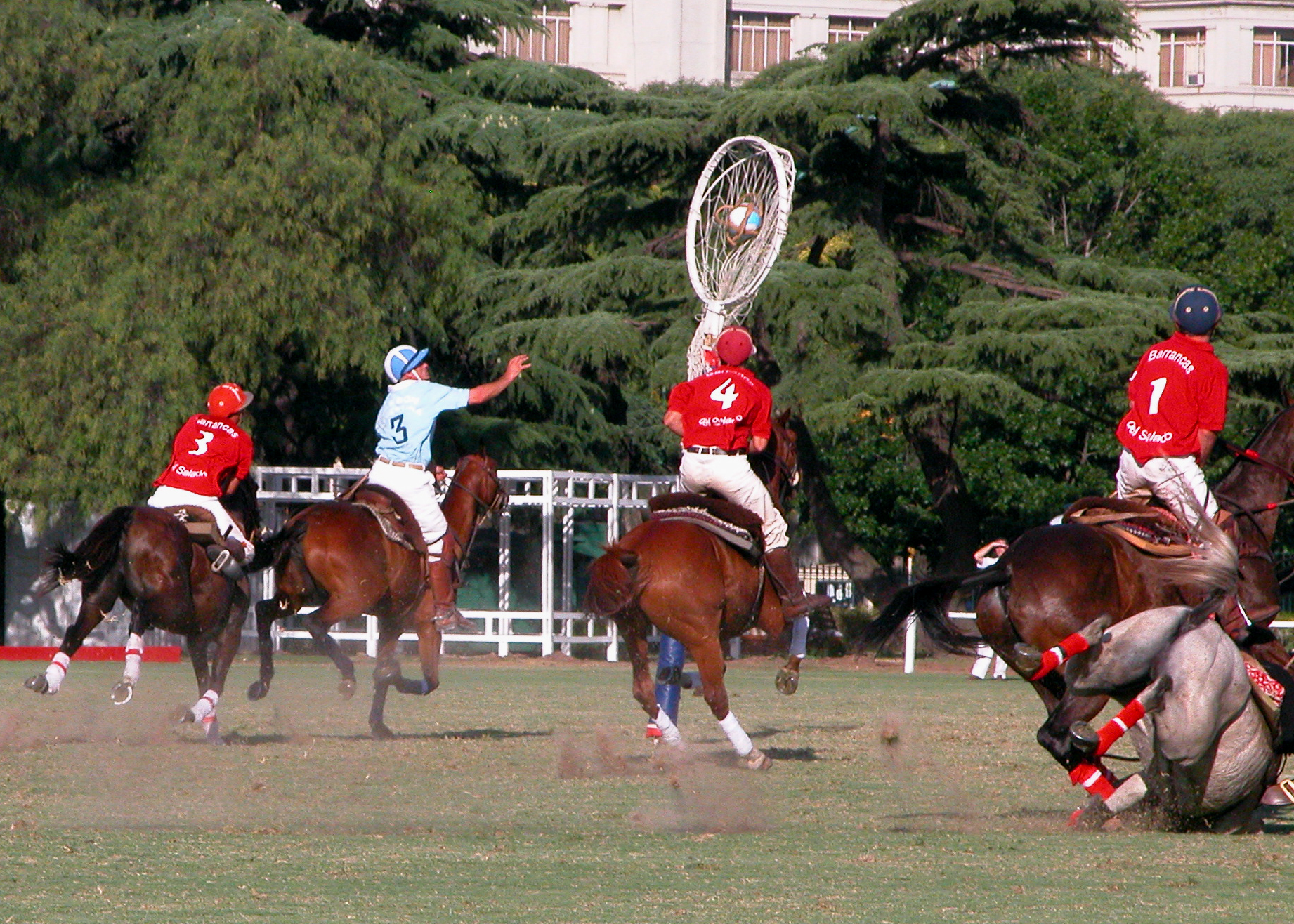
Partit de pato

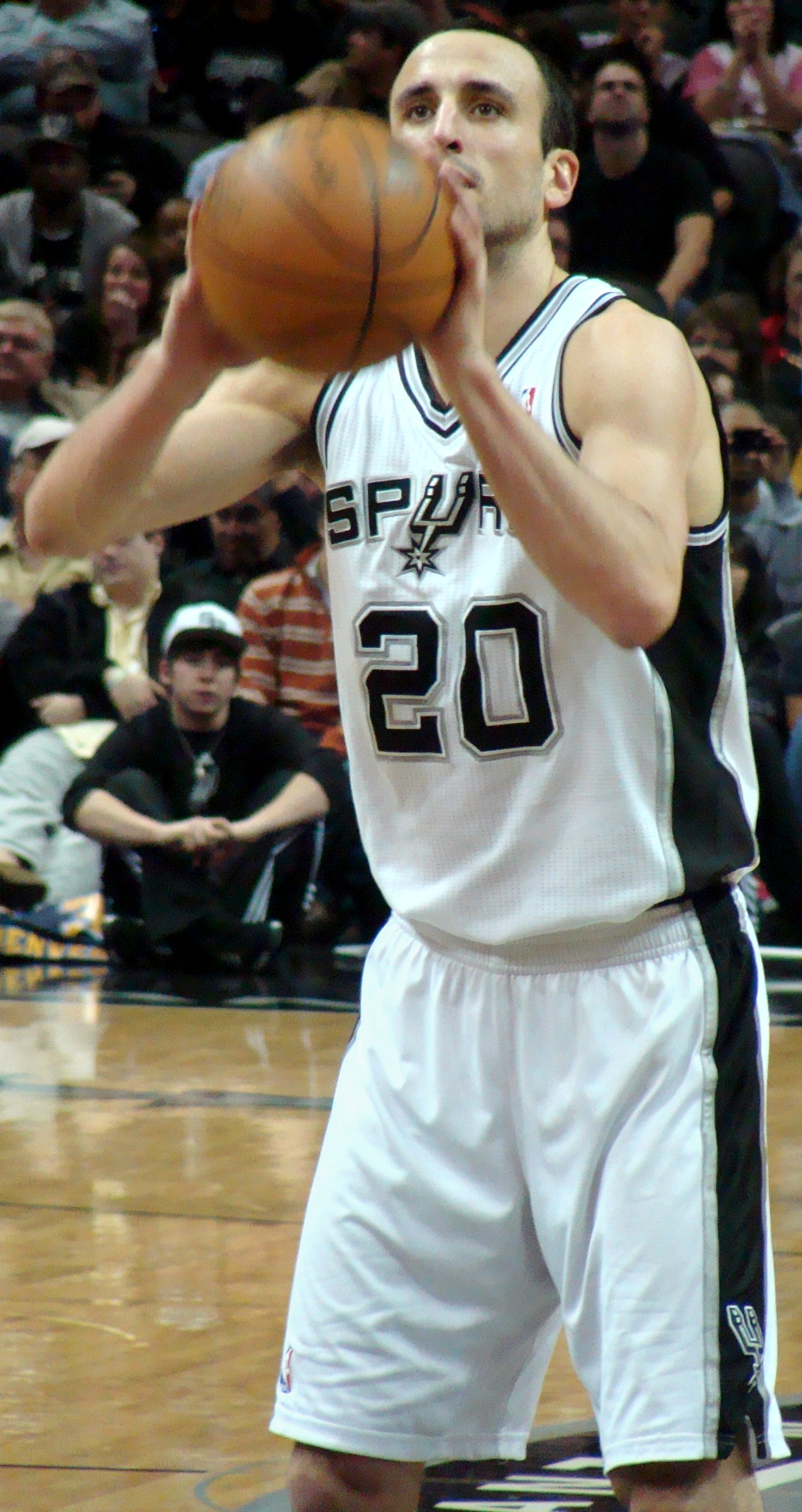
Manu Ginóbili llançant un tir lliure jugant amb els Spurs

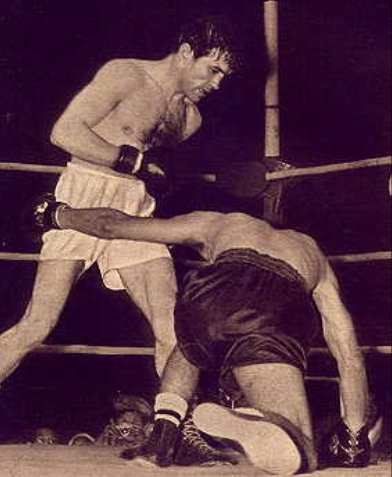
Pascual Nicolás Pérez fent caure a Yoshio Shirai el 1954

L'esport nacional és el pato, del qual es té notícies d'ençà el segle xvii. El 1941, es va fundar la Federación Argentina de Pato i el 1953, durant el govern de Perón, va ser declarat esport nacional.
D'altra banda, el futbol és l'esport més conegut i amb més afició a l'Argentina. Membre de la FIFA, la Selecció de futbol de l'Argentina va participar en divuit dels vint-i-dos mundials, aconseguint el campionat dues vegades (Argentina, 1978 i Mèxic 1986), a més a més obtenir la segona posició tres vegades (Uruguai, 1930, Itàlia 1990 i Brasil 2014). També va obtenir dos medalles d'Or als Jocs Olímpics d'Atenes 2004, i Jocs Olímpics de Pequín 2008, i quinze campionats en la Copa Amèrica de futbol. El futbolista Diego Armando Maradona i Lionel Messi són considerats dels més grans jugadors de la història d'aquest esport.
En boxa, l'Argentina té més de trenta títols mundials, a banda de set medalles d'or, set d'argent i deu de bronze als Jocs Olímpics. Alguns dels més destacats boxejadors argentins van ser Carlos Monzón, campió mitjà entre 1970 i 1977, i considerat com un dels més importants boxistes de la seva categoria; Pascual Pérez, campió mundial del pes mosca i campió olímpic; Nicolino Locche, El Intocable, campió de pes welter d'extraordinària defensa; Víctor Emilo Galíndez, campió mundial del pes semipesant; a 2012, Sergio Gabriel Martínez ha guanyat el campionat mundial de mans de Julio César Chávez, Jr. A més dels campions mundials, a l'Argentina també han assolit important popularitat alguns boxejadors que no van arribar mai a arribar a dominar la seva categoria. Tal és el cas de boxejadors com ara Luis Ángel Firpo, Oscar Bonavena o José María Gatica.
El bàsquet també té un passat molt important al país: Argentina en fou campiona mundial el 1950. Després, des de 1960 al 1970 fou perdent importància. Amb la creació e la Lliga Nacional 1984, l'esport es va recuperar i guanyar popularitat. La irrupció d'Emanuel Ginóbili en la NBA, i les grans actuacions de la selecció Argentina a escala internacional van contribuir a millorar la seva popularitat. El 2002, la Selecció dirigida per Rubén Magnano va arribar a la final del Campionat Mundial a Indianapolis, i a la quarta posició en el Campionat Mundial Japó 2006. Va obtenir la medalla d'or als Jocs Olímpics d'Atenes 2004, el títol més important de la seva història i medalla de bronze als Jocs Olímpics d'Estiu de 2008. Al Campionat Mundial de 2019 desenvolupat Xina, la Selecció va aconseguir novament la final sent derrotada per Espanya.

### Gastronomia

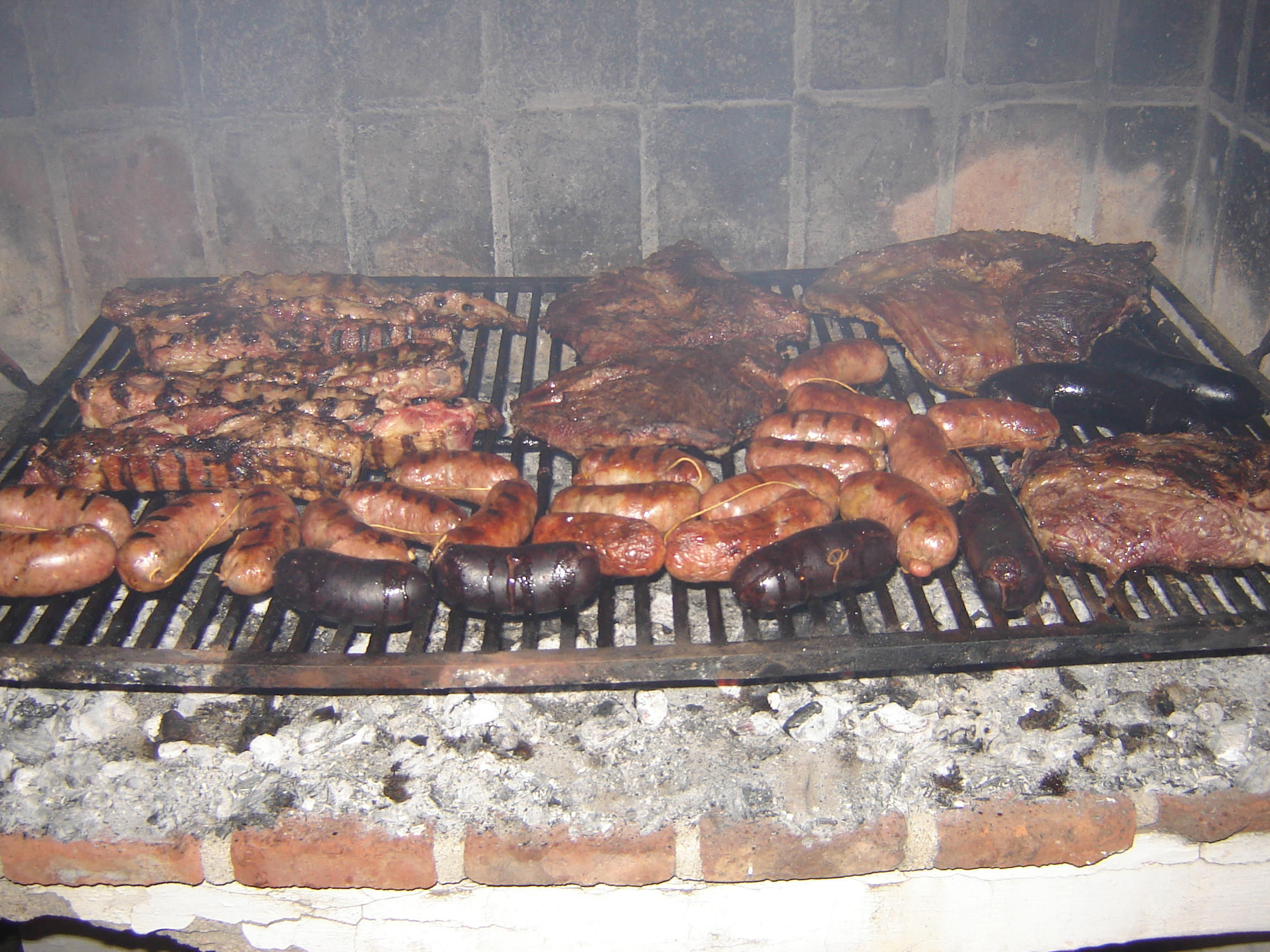
Asado, la típica graellada argentina i la tradició gastronòmica argentina per antonomàsia.

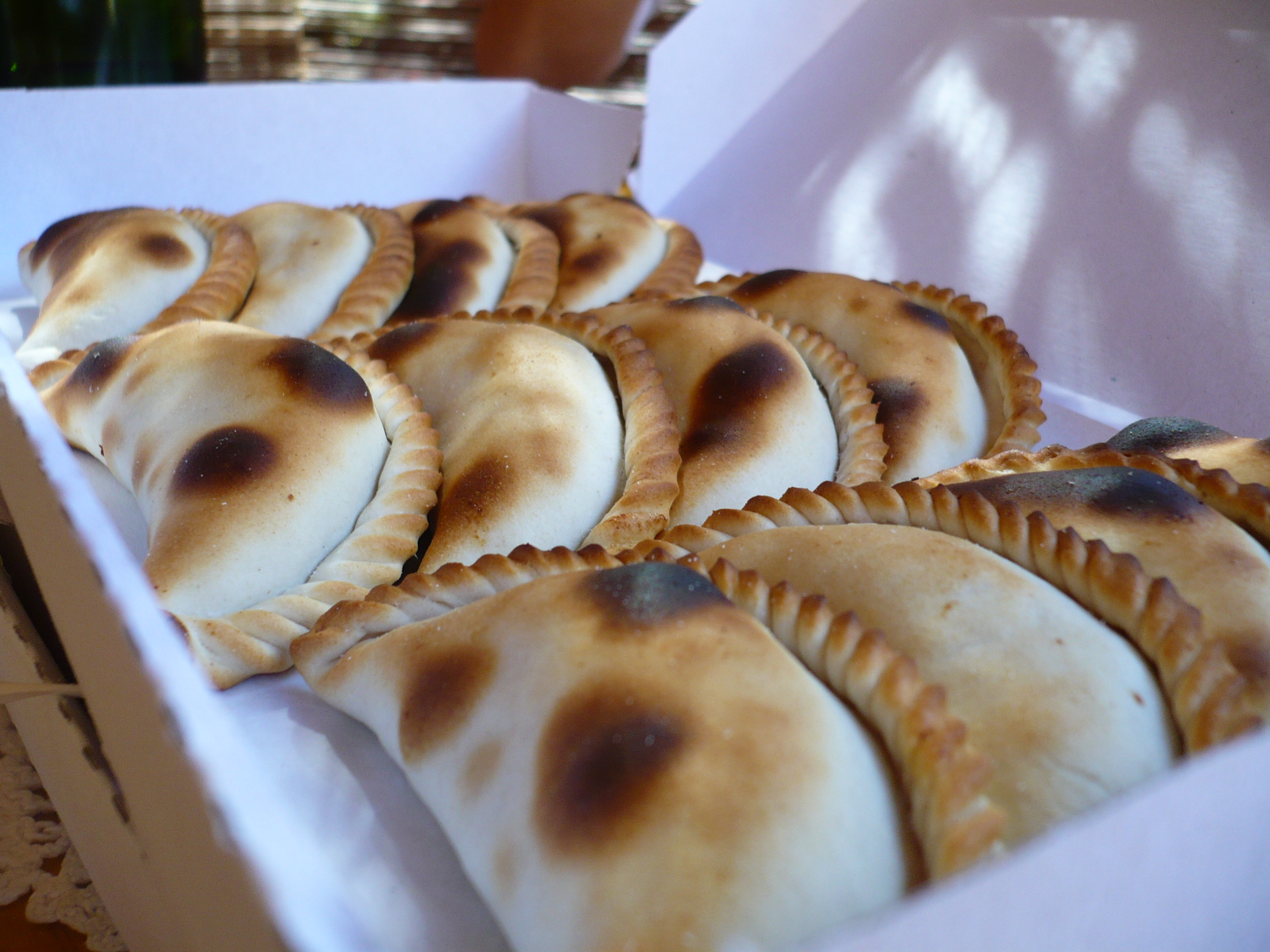
Panades saltenyes.

La gastronomia argentina es destaca fonamentalment per la utilització de la carn i els vins Pot considerar-se bàsicament configurada sobre les cultures alimentàries de les civilitzacions precolombines, la gastronomia de la colònia i amb l'època moderna la important influència de les gastronomies d'Itàlia (en particular de les regions de Nàpols i Sicília) i d'Espanya (en particular de Galícia), amb algunes influències de les cuines germàniques (d'Alemanya, Àustria, etc.).